# Forteresse de Shalfak
Shalfak est le site d'une des forteresses nubiennes établies par les pharaons pour défendre leur frontière méridionale et contrôler les routes commerciales qui passaient par le Nil depuis le Soudan et l'Afrique.